# Milavče
Milavče är en ort i Tjeckien.   Den ligger i regionen Plzeň, i den västra delen av landet, 120 km sydväst om huvudstaden Prag. Milavče ligger 398 meter över havet och antalet invånare är 586.
Terrängen runt Milavče är platt åt nordväst, men åt sydost är den kuperad. Milavče ligger nere i en dal. Runt Milavče är det ganska glesbefolkat, med 21 invånare per kvadratkilometer. Närmaste större samhälle är Domažlice, 4,7 km sydväst om Milavče. Omgivningarna runt Milavče är en mosaik av jordbruksmark och naturlig växtlighet.